# Harald zur Hausen
Harald zur Hausen (Gelsenkirchen, 11 marzo 1936 – Heidelberg, 28 maggio 2023) è stato un medico e professore emerito tedesco.
Ha condotto ricerche sul cancro alla cervice e ha scoperto il ruolo del papilloma virus nel suo sviluppo. Per questi lavori ha vinto il Premio Nobel per la medicina nel 2008 insieme a Françoise Barré-Sinoussi e Luc Montagnier (che sono stati però premiati per la scoperta del virus HIV).

## Biografia
Zur Hausen studiò medicina presso le università di Bonn, Amburgo e Düsseldorf e ricevette un dottorato in medicina (Dr. med.) nel 1960. Dopodiché divenne un assistente medico e due anni dopo entrò all'istituto per la microbiologia all'università di Düsseldorf come ricercatore. Dopo tre anni e mezzo si trasferì a Filadelfia dove lavorò presso i Virus Laboratories del Children's Hospital. Divenne professore associato all'Università della Pennsylvania. Nel 1969 divenne professore con regolari incarichi didattici e di ricerca all'Università di Würzburg, dove lavorò presso l'istituto di virologia. Nel 1972 si trasferì all'Università di Norimberga-Erlangen, e nel 1977 all'Università di Friburgo in Brisgovia (Breisgau).
Dal 1983 fino al 2003 zur Hausen fu presidente del comitato scientifico del centro di ricerca tedesco sul cancro (DKFZ). È anche caporedattore dell'International Journal of Cancer.
L'11 giugno 2009 presso l'Università degli Studi di Ferrara ha ricevuto la laurea Honoris Causa in Medicina e Chirurgia "per le ricerche che hanno consentito di identificare nel Papillomavirus gli agenti eziologici specifici del carcinoma cervico-uterino, e che sono state la base per la predisposizione di test diagnostici molecolari e di vaccini specifici ora entrati nella prassi preventiva"
Il 14 ottobre 2010 presso l'Università degli studi di Salerno ha ricevuto la laurea Honoris Causa in Farmacia "per le ricerche che gli hanno consentito di identificare nel Papillomavirus gli agenti eziologici specifici del carcinoma cervico-uterino e che sono state la base per la predisposizione di test diagnostici molecolari e di vaccini specifici ora entrati nella prassi preventiva".

## Attività scientifica
Il suo lavoro di ricerca si incentra sulle cause virali del cancro. Nel 1976 pubblicò l'ipotesi che il papilloma virus potesse giocare un ruolo importante come causa del cancro alla cervice. Sul lungo periodo, la sua idea, portò allo sviluppo del vaccino per questo virus che fu commercializzato a partire dal 2006.

## Premi
- Vincitore del Premio Robert Koch nel 1975
- Vincitore del Premio Charles S. Mott nel 1986
- Vincitore del Premio Paul Ehrlich-Ludwig Darmstatter nel 1994
- Vincitore della Medaglia Virchow, consegnata dall'Università di Würzburg nel 2000
- Vincitore del Premio San Marino per la Medicina nel 2002
- Vincitore del Gairdner Foundation International Award nel 2008[2]
- Vincitore del Premio Nobel per la medicina nel 2008